# Marc Seguin

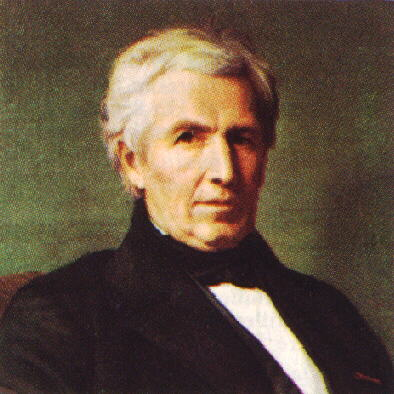
Marc Seguin

Marc Seguin (ur. 20 kwietnia 1786, zm. 24 lutego 1875) – francuski inżynier, wynalazca mostu wiszącego oraz kotła płomienicowo-płomieniówkowego. 

## Życiorys
Urodził się w Annonay niedaleko Lyonu, jako syn Marc François Seguin, założyciela Seguin & Co. oraz Thérèse-Augustine de Montgolfier, bratanicy Joseph Montgolfier, a w historii zapisał się jako wynalazca i przedsiębiorca. Stworzył pierwszy w kontynentalnej Europie most wiszący. Budował także, a później administrował poborem opłat za korzystanie z mostów, w szczytowym okresie w jego zarządzie znajdowało się 186 mostów na terenie całej Francji. Wynalazł także Kocioł płomienicowo-płomieniówkowy, który pozwolił na zwiększenie mocy i prędkości parowozów z ok. 6 do ponad 25 km/h, co spowodowało szybszy rozwój kolei. Później współpracował z George Stephensonem pomagając stworzyć kocioł lokomotywowy  zastosowany w Rakiecie Stephensona, co umożliwiło wygranie konkursu Rainhill Trials.
Wraz ze swoimi braćmi: Camille, Jules'em, Paulem i Charles'em oraz z kuzynem Vincentem Mignot rozwijał także zapoczątkowany przez swego ojca biznes w branżach: tekstylnej, papierowej, oświetlenia gazowego, kopalni węgla i konstrukcyjnej.
W 1836 został Kawalerem Legii Honorowej, a w 1866 Oficerem tego orderu. W 1845 został członkiem Akademii Francuskiej; jest także autorem wielu książek o zastosowaniu fizyki i matematyki przy budowie mostów i lokomotyw parowych.
Jego nazwisko znajduje się na liście 72 nazwisk na wieży Eiffla.